# Магура (Олт)
Магура (рум. Măgura) насеље је у Румунији у округу Олт у општини Периеци. Oпштина се налази на надморској висини од 155 m.

## Становништво
Према подацима из 2002. године у насељу је живело 677 становника, од којих су сви румунске националности.